# Fate系列
Fate系列是由Type-Moon从2004年起开始制作的游戏、动画、小说和漫画的系列，是由奈须蘑菇与武内崇共同协作创立的系列。

## Fate系列用语

### 御主(Master)
圣杯战争的参赛者，与从者为主仆关系。

### 令咒
用來讓從者強制執行所發號命令的印記，一旦令咒用光，從者將離開御主。

### 宝具
每個英靈的特殊技能，通常都是以生前事蹟等作為寶具。
與固有技能不同，寶具通常具備更強大的性能。
不只有攻擊型的寶具，也有輔助型的。
如：阿爾托莉亞（Artoria Pendragon<Saber>）的誓約—勝利之劍（Excalibur) 為攻擊型；
貞德（Jeanne d’Arc <Ruler>)的吾主在此（Luminosite Eternelle)為防禦型。

### 圣杯
可以實現一切願望的聖器，由傳說中的英靈可暫時以從者身份在現世復活即可證明其威力。可以碰觸到聖杯的只有英靈，其他的英靈則是進入聖杯成為發動願望的力量來源，所以能獲得聖杯的只有一組御主和從者。

### 代行者
聖堂教會的戰鬥職員，主要職責為將「異端」排除。

### 異靈化
英靈否定自身的可能性而產生的英靈，也可以理解為反轉。

## 历史
| 2004 | Fate/stay night                                    |
| 2005 | Fate/hollow ataraxia                               |
| 2006 |                                                    |
| 2007 | Fate/tiger colosseum、Fate/stay night [Réalta Nua] |
| 2008 | Fate/unlimited codes                               |
| 2009 |                                                    |
| 2010 | Fate/EXTRA                                         |
| 2011 |                                                    |
| 2012 |                                                    |
| 2013 | Fate/EXTRA CCC                                     |
| 2014 |                                                    |
| 2015 | Fate/Grand Order                                   |
| 2016 | Fate/EXTELLA                                       |
| 2017 |                                                    |
| 2018 | Fate/EXTELLA LINK、Fate/Grand Order Arcade         |
| 2019 |                                                    |
| 2020 |                                                    |
| 2021 |                                                    |
| 2022 |                                                    |
| 2023 | Fate/Samurai Remnant                               |
| 2024 | Fate/stay night Remastered                         |
| 2025 | Fate/hollow ataraxia Remastered                    |

《Fate/stay night》是Fate系列的首部作品，游戏截至2018年共售出20万本。
2014年，Fate系列的第二款游戏《Fate/hollow ataraxia》收录PS Vita的小游戏《胶囊从者》。
2015年，奈须蘑菇和武内崇与DELiGHTWORKS的庄司显仁合作推出角色扮演和养成的手机游戏《Fate/Grand Order》，该作为游戏系列第7部，于7月30日在iOS和Android平台上提供免费下载。中国大陸由哔哩哔哩代理运营，iOS版于2016年9月29日上线，Android版于2016年10月13日上线，而台湾、香港、澳門则由小萌科技代理运营，并正式將游戏中文版定名為《命運-冠位指定》。简中版因角色立绘暴露度和敏感词语而遭到和谐。
2024年，官方于「Fate/stay night」20 周年的直播中宣布将于2024年推出《Fate/stay night REMASTERED》 在Steam和Nintendo Switch平台上。

## 系列作品

### 電視動畫、劇場版、電影
- Fate/stay night系列
  - Fate/stay night （2006年）
  - Fate/stay night Unlimited Blade Works（2010年）
  - Fate/stay night [Unlimited Blade Works]（2014年-2015年）
  - Fate/stay night [Heaven's Feel]（2017年-2020年）
    - I. presage flower（預示之花）
    - II.lost butterfly（迷途之蝶）
    - III.spring song（春櫻之歌）
- Fate/Zero （2011年-2012年）
- Fate/Prototype OVA（2011年）
- 幻想嘉年華 OVA（2011年）
- Fate/kaleid liner 魔法少女☆伊莉雅系列（2013年-2021年）
  - Fate/kaleid liner 魔法少女☆伊莉雅
  - Fate/kaleid liner 魔法少女☆伊莉雅 2wei!
  - Fate/kaleid liner 魔法少女☆伊莉雅 2wei Herz!
  - Fate/kaleid liner 魔法少女☆伊莉雅 3rei!!
  - 劇場版 Fate/kaleid liner 魔法少女☆伊莉雅 雪下的誓言
  - OVA劇場版 Fate/kaleid liner 魔法少女☆伊莉雅 百變嘉年華
  - 劇場版 Fate/kaleid liner 魔法少女☆伊莉雅 無名的少女
- Fate/Grand Order系列（2016年-2021年）
  - First Order 特别篇
  - MOONLIGHT/LOSTROOM 特别篇
  - Fate/Grand Carnival OVA
  - Fate/Grand Order 絕對魔獸戰線巴比倫尼亞
  - 劇場版 Fate/Grand Order 神聖圓桌領域卡美洛 - Wandering; Agateram（前篇）
  - 劇場版 Fate/Grand Order 神聖圓桌領域卡美洛 - Paladin; Agateram（後篇）
  - Fate/Grand Order 終局特異點 冠位時間神殿所羅門
  - 搞不懂的藤丸立香
- Fate/Apocrypha （2017年）
- Fate/EXTRA Last Encore （2018年）
- 衛宮家今天的餐桌風景 （2018年）
- 艾梅洛閣下II世事件簿 -魔眼蒐集列車 Grace note-（2019年）
- Fate/strange Fake -Whispers of Dawn-（2023年）

### 电子游戏
- Fate/stay night－2004年（Windows）
- Fate/hollow ataraxia－2005年（Windows，PlayStation Vita）
- Fate/stay night [Réalta Nua]－2007年（Windows，PlayStation 2，PlayStation Vita，iOS，Android）
- Fate/tiger colosseum－2007年（PlayStation Portable）
- Fate/unlimited codes－2008年（PlayStation 2，PlayStation Portable）
- Fate/EXTRA－2010年（PlayStation Portable）
- Fate/EXTRA CCC（日语：Fate/EXTRA CCC）－2013年（PlayStation Portable）
- Fate/Grand Order－2015年（iOS，Android）
- Fate/EXTELLA－2016年（PlayStation 4，PlayStation Vita，任天堂Switch，Windows，iOS，Android）
- Fate/EXTELLA LINK－2018年（PlayStation 4，PlayStation Vita，任天堂Switch，Windows，iOS，Android）
- Fate/Grand Order Arcade（日语：Fate/Grand Order Arcade）－2018年（街机）
- Fate/Samurai Remnant－2023年（Microsoft Windows，PlayStation 4，PlayStation 5，任天堂Switch）
- Fate/stay night Remastered－2024年（Windows，任天堂Switch）
- Fate/EXTRA Record－2025年（Microsoft Windows，PlayStation 4，PlayStation 5，任天堂Switch）
- Fate/hollow ataraxia Remastered－2025年（Windows，任天堂Switch）[10]

### 小说
- Fate/Prototype－2006年
- Fate/Zero－2006年
- Fate/Apocrypha－2012年
- 艾梅洛閣下II世事件簿－2014年
- Fate/strange Fake－2015年
- Fate/Requiem－2018年
- Fate:Lost Einherjar 極光的亞絲拉琪－2022年